# 88 Aquarii
88 Aquarii (88 Aqr / c2 Aquarii) es una estrella en la constelación del Acuario.
De magnitud aparente +3,68, es el quinto astro más brillante en su constelación después de Sadalsuud (β Aquarii), Sadalmelik (α Aquarii), δ Aquarii y ζ1 Aquarii.
Se encuentra a una distancia de 270 años luz del sistema solar, siendo el error en dicha medida del 1,8%.

## Características
88 Aquarii es una gigante naranja, como tantas otras estrellas del cielo nocturno —por ejemplo τ2 Aquarii o ψ1 Aquarii , en esta misma constelación.
De tipo espectral K1III, tiene una temperatura efectiva de 4435 K.
Brilla con una luminosidad 350 veces superior a la del Sol, mayor que la de Arturo (α Bootis) en un 60% y casi ocho veces mayor que la de Pólux (β Geminorum).
Su tamaño, evaluado a partir de su diámetro angular —3,24 ± 0,20 milisegundos de arco—, es 29 veces más grande que el del Sol.
Gira sobre sí misma con una velocidad de rotación proyectada —límite inferior de la misma— de 3,6 km/s y posee una metalicidad equivalente a 2/3 partes de la solar ([Fe/H] = -0,20).
88 Aquarii se mueve alrededor de la galaxia en una órbita relativamente excéntrica (e = 0,24), lo que hace que mientras que en el periastro su distancia respecto al centro galáctico es similar a la del Sol (7,4 kilopársecs aproximadamente), en el apoastro se aleje del mismo hasta 12,2 kilopársecs.